# Lalo Leal
Laurindo Leal Filho ou Lalo Leal (Santos, 23 de fevereiro de 1945), é um jornalista, sociólogo, professor universitário, escritor e apresentador de televisão brasileiro.
Foi secretário municipal de Esportes, Lazer e Recreação de São Paulo durante a gestão Luiza Erundina.[carece de fontes?]

## Carreira
Laurindo é formado em Ciências Sociais pela Universidade de São Paulo (1972), mestre em Ciências Sociais pela Pontifícia Universidade Católica de São Paulo (1986), doutor em Ciências da Comunicação pela Universidade de São Paulo (1990) e pós-doutor pelo Goldsmiths College da Universidade de Londres (1995).
Desenvolveu sua carreira em emissoras de televisão, passou pela Rede Globo, onde foi repórter, redator, locutor e comentarista, entre a década de 1960 e o início dos anos 1970. Foi também editor-chefe do jornalismo da TV Cultura (1974 - 1982), foi demitido por razões políticas e em seguida denunciou as pressões, a manipulação política das notícias e a censura que o jornalismo da emissora sofria por parte das gestões dos governadores Paulo Maluf e José Maria Marin. Entre 1982 e 1983 foi apresentador, produtor e editor da central de jornalismo da Rede Bandeirantes. Foi professor livre-docente de Jornalismo na PUC-SP (1974 - 1989), nas Faculdades Integradas Alcântara Machado (1975 - 1976), na Escola de Comunicações e Artes da USP (1983 - 2003) e na Faculdade Cásper Líbero (2006 - 2009).
Membro ativo do movimento sindical, aos 30 anos já fazia parte da Diretoria do Sindicato de Jornalistas Profissionais do Estado de São Paulo, na gestão Audálio Dantas. Foi presidente da Associação dos professores da PUC-SP (1979 - 1980), apoiando para sua sucessão a chapa encabeçada por Aloísio Mercadante, que foi eleito na ocasião. Em 1981, foi eleito vice-presidente do Sindicato Nacional dos Docentes das Instituições de Ensino Superior (ANDES), na primeira gestão da história, presidida por Osvaldo de Oliveira Maciel.
Na política partidária como filiado ao Partido dos Trabalhadores se candidatou a uma vaga na Câmara Municipal de São Paulo, na eleição de 1982, obteve mais de 13 mil votos, contudo não conseguiu se eleger. Em 1984, no contexto das "Diretas Já" e da preparação para a eleição de 1985, foi assessor de imprensa do PT. Foi Secretário de Esportes, Lazer e Recreação da Prefeitura Municipal de São Paulo, entre 1991 e 1992, durante parte da gestão da então prefeita Luiza Erundina.
Em 2002, recebeu o prêmio Vladimir Herzog na categoria "Televisão: Documentários e/ou especiais", juntamente com André Ulysses Nicoletti, Artur Louback Lopes, Dennis Barbosa, Nicolas Chernavsky e Tiago Macini, seus alunos na época.
Entre 2009 e 2011 foi ouvidor-geral e membro do Conselho Curador da Empresa Brasil de Comunicação (EBC). Entre 2006 e 2017, dirigiu e apresentou o programa VerTV, transmitido pela TV Câmara e pela TV Brasil.
É professor aposentado da Escola de Comunicações e Artes da Universidade de São Paulo. Integra o Conselho Deliberativo da Associação Brasileira de Imprensa (ABI) e a diretoria do Centro de Estudos da Mídia Independente Barão de Itararé. Atualmente escreve artigos de opinião para diversos portais jornalísticos como é o caso da Rede Brasil Atual, do jornal GGN, do jornal Brasil247 e do site Carta Maior.
Em dezembro de 2024, Lalo Leal e Eliane Benicio foram eleitos como parte de uma chapa para concorrer ao Comitê Editorial e de Programação (Comep) da Empresa Brasil de Comunicação (EBC), representando a Associação Brasileira de Imprensa (ABI). A nomeação oficial ainda depende de Decreto Presidencial, conforme estabelecido pelo Sistema Nacional de Participação Social na Comunicação Pública (Sinpas).